# گرگ مغولی
گرگ مغولی (به انگلیسی: Mongolian wolf) یکی از زیرگونه‌های گرگ خاکستری است که زیستگاه اصلی آن مغولستان است. گرگ مغولی در بخش‌هایی از چین، روسیه و شبه‌جزیره کره نیز ساکن است.

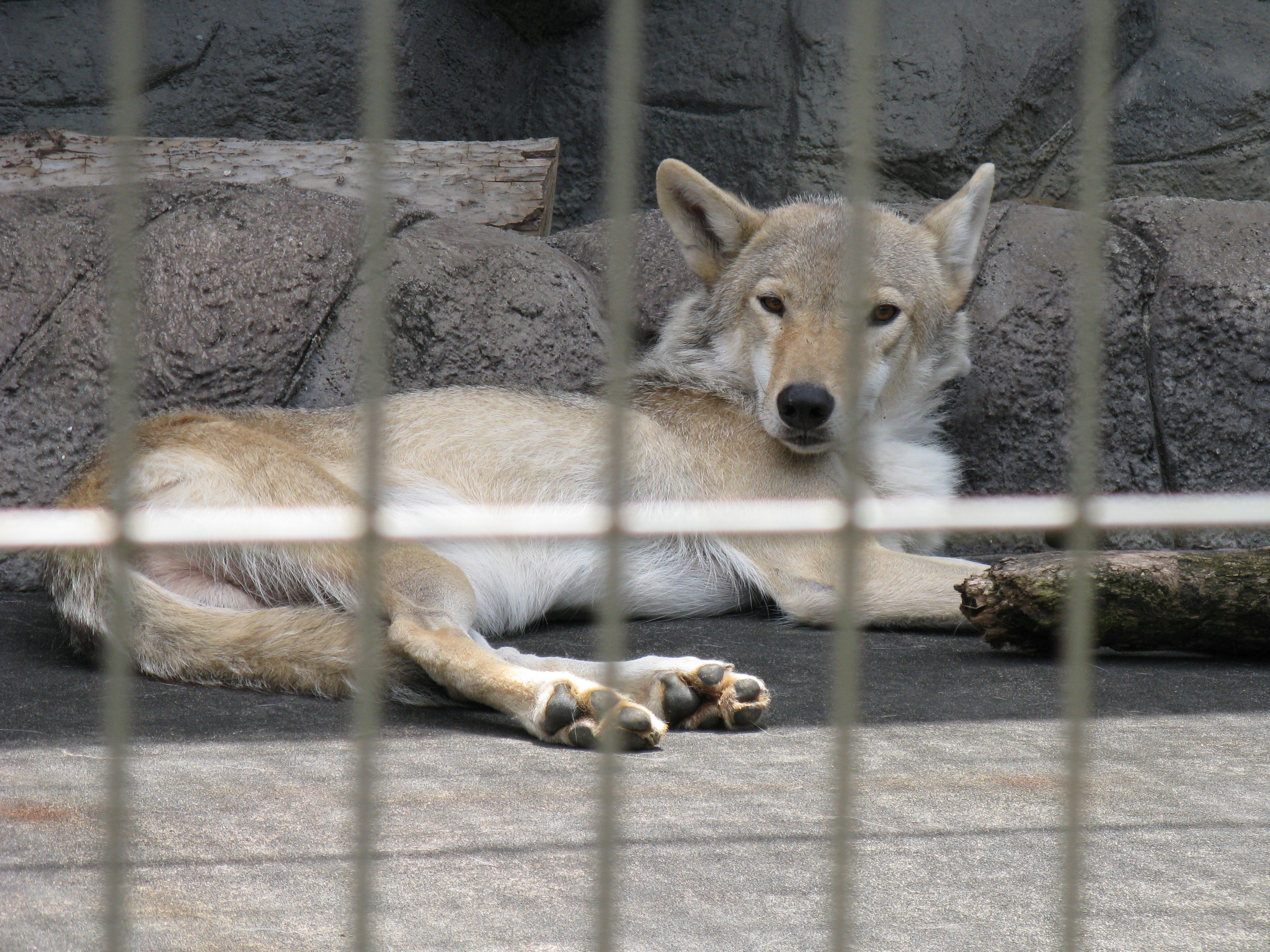
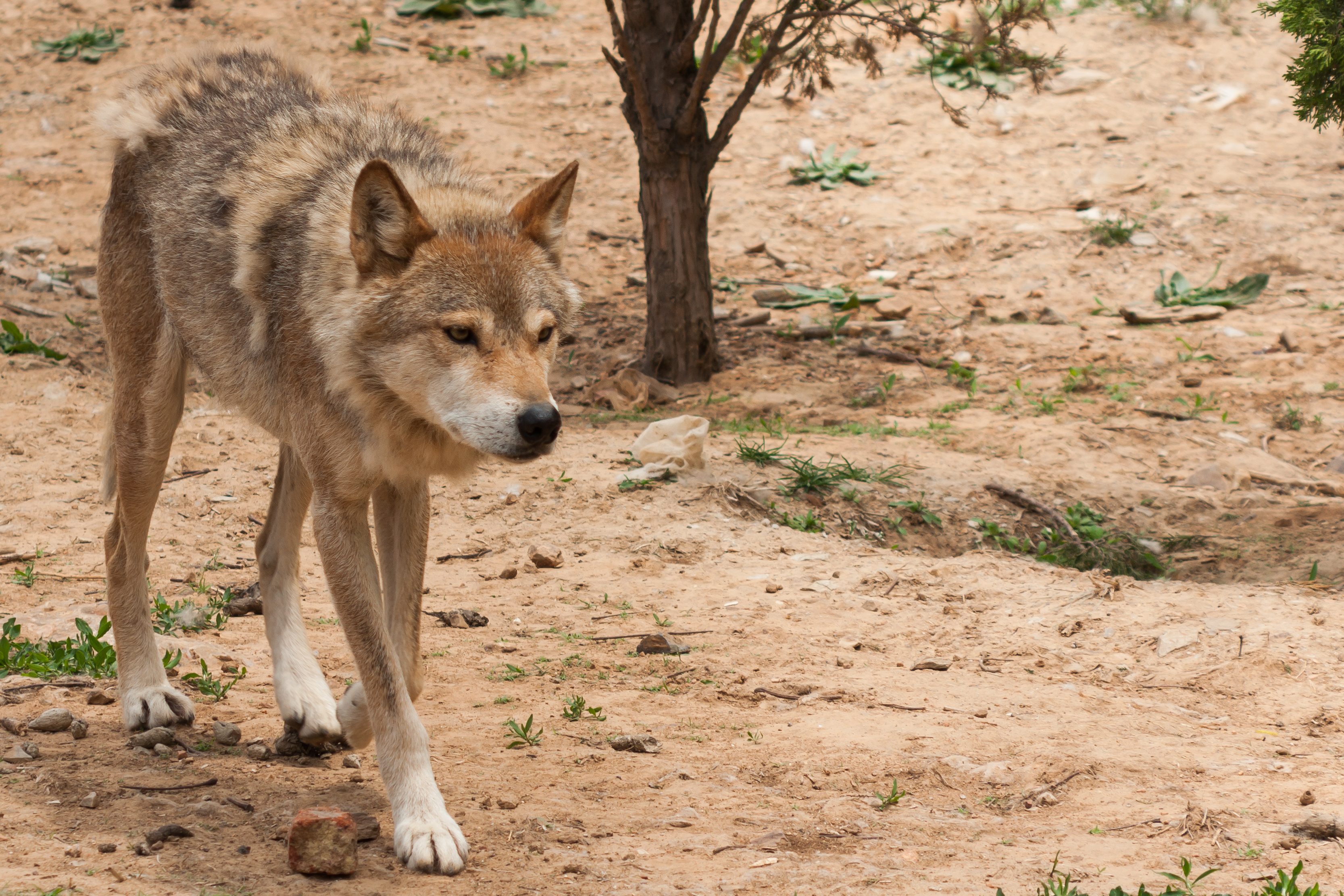
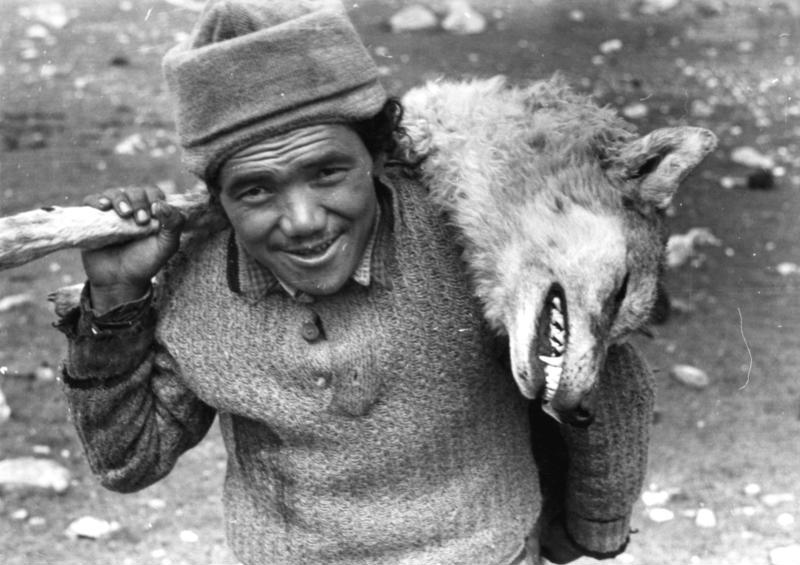
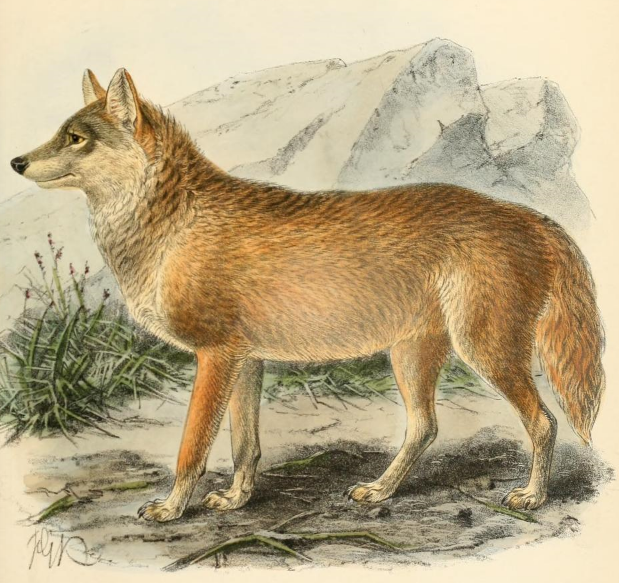